# Monal (logiciel)
Monal est un client XMPP libre, disponible pour iOS et macOS.
Il est l'un des rares clients XMPP sur iOS, avec (Beagle, Snikket et Siskin) à supporter le chiffrement OMEMO et les communications audio et visio via Jingle.

## Histoire
Monal est une reprise logicielle du client XMPP SwordIM, en 2002. Son développement a repris presque vingt ans plus tard pour en faire un renouveau logiciel à destination des appareils Apple.
En 2024, à l'instar de WhatsApp, Telegram et Signal, il est retiré de l'AppStore Chinois à la suite d'une obligation gouvernementale.

## Fonctionnalités
- Communications chiffrées (sécurisées) via OMEMO[6]
- Communications audio/visio via Jingle
- Transfert de fichiers[7]

## Financement
Le projet est en partie financé par NGI, "NextGen Internet", un fonds d'encouragement néérlandais des initiatives pour un internet libre et ouvert, disposant des aides de l'Union Européenne.

## Quicksy pour iOS
En 2024, l'équipe de Monal et le développeur de Quicksy s'accordent pour adapter Monal comme client Quicksy (fork) pour iOS, afin de faciliter l'adoption de l'application aux possesseurs d'iPhone.